# Following Sea
Pour les articles homonymes, voir Following.
Albums de dEUS
Keep You Close
(2011) Selected Songs : 1994-2014
(2014)
Following Sea est le septième album studio du groupe dEUS, il est disponible au format numérique le 1er juin 2012 et sur compact disc et vinyle à partir du 8 juin 2012. Il fait suite à Keep You Close.
Il est produit par Adam Noble (coproducteur de Keep You Close).

## Liste des morceaux
1. Quatre Mains
2. Sirens
3. Hidden Wounds
4. Girls Keep Drinking
5. Nothings
6. The Soft Fall
7. Crazy About You
8. The Give Up Gene
9. Fire Up The Google Beat Algorithm
10. One Thing About Waves